# Wyścig Austrii WTCC
Wyścig Austrii WTCC – runda World Touring Car Championship rozgrywana od 2012 na torze Salzburgring położonym koło wsi Plainfeld, około 10 km na wschód od Salzburga w Austrii. Zastąpiła ona w kalendarzu WTCC Wyścig Niemiec. W 2015 roku, po przywróceniu Niemiec do kalendarza, wyścig został usunięty z kalendarza.

## Zwycięzcy
| Sezon | Kierowca                   | Samochód         | Zespół             | Lokalizacja  | Wyniki |
| ----- | -------------------------- | ---------------- | ------------------ | ------------ | ------ |
| 2012  | Wyścig 1: Robert Huff      | Chevrolet Cruze  | Chevrolet          | Salzburgring | Wyniki |
| 2012  | Wyścig 2: Stefano D'Aste   | BMW 320 TC       | Wiechers-Sport     | Salzburgring | Wyniki |
| 2013  | Wyścig 1: Michel Nykjær    | Chevrolet Cruze  | Nika Racing        | Salzburgring | Wyniki |
| 2013  | Wyścig 2: James Nash       | Chevrolet Cruze  | Bamboo Engineering | Salzburgring | Wyniki |
| 2014  | Wyścig 1: Yvan Muller      | Citroën C-Elysée | Citroën Total WTCC | Salzburgring | Wyniki |
| 2014  | Wyścig 2: José María López | Citroën C-Elysée | Citroën Total WTCC | Salzburgring | Wyniki |